# Formation du gouvernement fédéral belge en 2007-2008
La formation du gouvernement fédéral belge de 2007 est la période politique qui suit les élections législatives du 10 juin 2007 en Belgique, et qui consiste en une période de négociations pour tenter de former un gouvernement fédéral de coalition. Ces négociations sont caractérisées par des désaccords entre les partis flamands et francophones sur la nécessité d'une réforme constitutionnelle, qui se traduisent par une crise politique. Le 6 novembre 2007, le cap symbolique des 149 jours sans nouveau gouvernement est franchi, ce qui en fait alors la période de formation du gouvernement la plus longue de l'histoire politique belge. Le 19 décembre, soit au bout de 194 jours durant lesquelles il a expédié les affaires courantes, le premier ministre sortant Guy Verhofstadt, battu aux élections, constitue un nouveau gouvernement intérimaire en attendant que la nouvelle majorité puisse former son propre gouvernement. Ce n'est que le 20 mars 2008 que la Belgique dispose d'un gouvernement issu des élections, dirigé par Yves Leterme. Le record de durée de crise est par la suite battu en Belgique par la crise de 2010-2011.

## Historique des négociations
Le premier ministre Guy Verhofstadt présente le 11 juin la démission de son gouvernement au Roi, qui rencontre ensuite durant deux jours les présidents de la Chambre, du Sénat et des partis démocratiques. Depuis le début de son règne, Albert II ne reçoit jamais les élus d'extrême-droite. Comme il l'avait fait en 1999 et 2003, il choisit, le 12 juin en soirée, un informateur francophone : Didier Reynders (MR).
Trois semaines après sa nomination, l'informateur Didier Reynders remet, le 4 juillet 2007, son rapport final au Roi après avoir organisé de nombreuses tables rondes et rencontré 450 personnes. Le lendemain, Albert II demande à son ancien premier ministre Jean-Luc Dehaene (CD&V) de faire un travail de médiation afin de faciliter la formation du futur gouvernement fédéral. Après avoir prôné une coalition entre les sociaux-chrétiens et les libéraux, il demande, le 15 juillet, à être déchargé de sa mission. Le Roi nomme ensuite formateur Yves Leterme, le leader du cartel CD&V/NVA, le parti ayant le plus de sièges à la Chambre.
Après un mois de pénibles négociations au château de Val Duchesse, Yves Leterme rencontre Albert II le 17 août 2007 pour lui faire son quatrième rapport intermédiaire sur l'avancée de son travail. Vu les tensions communautaires entre les partis francophones et flamands, le Roi décide de suspendre les négociations et d'entamer de nouvelles consultations politiques avec les présidents des quatre partis de l'"Orange bleue" : Jo Vandeurzen (CD&V/NVA), Didier Reynders (MR), Bart Somers (VLD) et Joëlle Milquet (CDH). Le 19 août, Albert II reçoit à nouveau Yves Leterme et lui demande de mener des contacts informels avant de recommencer de nouvelles négociations. Mais le formateur jete l'éponge quatre jours plus tard.
Le Palais annonce le 27 août que "dans le cadre de la crise politique, le Roi va recevoir successivement en audience certains Ministres d'État qui ont une grande expérience des crises communautaires dans notre pays". C'est la première fois depuis le début de son règne qu'Albert II fait appel de façon officielle aux conseils des Ministres d'État. Au terme de ces trois jours d'audiences, le Roi confie une "mission d'exploration" à Herman Van Rompuy, président de la Chambre et membre discret du CD&V/NVA, qui l'informe chaque semaine de son travail. Pendant un mois, il réussit à rétablir un climat de confiance entre les partenaires de l'"Orange Bleue", mais n'obtient aucun résultat concret.
Le 29 septembre, Yves Leterme est renommé formateur par Albert II. Après quelques accords dans le domaine socio-économique, de nouvelles tensions communautaires surviennent le 7 novembre, lorsque les députés flamands votent la scission de l'arrondissement de Bruxelles-Hal-Vilvorde en commission de l'Intérieur de la Chambre. Les quatre partis démocratiques francophones décident d'entamer une procédure juridique appelée le conflit d'intérêts.
Le lendemain, le Roi reçoit en audience Yves Leterme et lui demande de poursuivre sa tâche, vu que les quatre partis de l'"Orange bleue" ne réclamaient pas sa démission. Dans le communiqué diffusé par le Palais, il précise que "la constitution rapide d'un gouvernement fédéral est importante pour le bien-être de tous les citoyens de notre pays, pour la crédibilité de la Belgique et sa nécessaire cohésion". Albert II charge, par ailleurs, le président du Sénat Armand De Decker et le président de la Chambre Herman Van Rompuy de "prendre une initiative afin d'entamer un dialogue sur la poursuite de l'élaboration équilibrée de nos institutions et un renforcement de la cohésion entre les communautés", selon ce communiqué royal exceptionnellement détaillé. La situation étant à nouveau bloquée, le souverain reçoit, les 12 et 13 novembre, les présidents des partis démocratiques, puis à nouveau Armand De Decker et Herman Van Rompuy. Yves Leterme reste formateur mais les négociations pour former un gouvernement sont arrêtées.
À l’initiative de Marie-Claire Houard, une citoyenne liégeoise, soutenue par l’asbl BPlus et l’asbl Pro Belgica, plus de 35 000 Wallons, Bruxellois et Flamands participent à la manifestation nationale organisée le dimanche 18 novembre 2007 à Bruxelles. Marie-Claire Houard remet à Armand De Decker la pétition trilingue en faveur de l’unité de la Belgique qui a récolté 140 000 signatures. 
Yves Leterme n'arrive pas à relancer les négociations au sein de l'"Orange bleue" et décide de démissionner le 1er décembre. Albert II rencontre ensuite, à trois reprises, le premier ministre sortant Guy Verhofstadt, qui accepte le 3 décembre de mener des contacts et de réfléchir à la manière de sortir de la crise politique que traverse la Belgique depuis six mois. Une semaine plus tard, le Roi le charge de former un gouvernement intérimaire pour gérer les dossiers urgents, et le 19 décembre Guy Verhofstadt officialise la formation de ce gouvernement. Il sera composé du CD&V/NVA, de l'Open VLD, du MR, du cdH et du PS. Ce sera le premier gouvernement "asymétrique" en Belgique, puisque le SPA, pendant néerlandophone du PS, n'en fera pas partie.

## Proposition de Gouvernement intérimaire du 19/12/2007 ditGouvernement Verhofstadt III
(Source RTL)
Néerlandophones:
Open VLD
- Guy Verhofstadt Premier Ministre
- Patrick Dewael, ministre de l'intérieur
- Karel De Gucht, ministre des affaires étrangères, du Commerce extérieur et des Affaires européennes

CD&V
- Yves Leterme (Vice Premier ministre), ministre du budget, de la Mobilité et des Réformes institutionnelles
- Jo Vandeurzen, ministre de la justice
- Pieter De Crem, ministre de la défense
- Inge Vervotte, ministre de la fonction publique et des Entreprises publiques

Francophones:
MR
- Didier Reynders (Vice Premier ministre), ministre des finances, Ministre des réformes socio-économiques et de Société
- Sabine Laruelle, ministre de l'économie, des Indépendants( = Classes moyennes) et de l'agriculture
- Charles Michel ministre de la Coopération au Développement ( + Politique scientifique? )

PS
- Laurette Onkelinx, ministre de la santé et des Affaires sociales
- Didier Donfut ministre de l'énergie, de la Consommation, du Développement durable, de l'Environnement et du climat
- Christian Dupont ministre des pensions, de l'Intégration sociale, de l'Egalité des chances et de la Politique des grandes villes

cdH
- Josly Piette, ministre de l'Emploi et du Travail

## Fin de la période d'intérim et formation dugouvernement Leterme I
Le gouvernement Verhofstadt III assure l'intérim jusqu'au 20 mars 2008, quand Yves Leterme, étant parvenu à former son gouvernement, est nommé premier ministre par le roi. Le gouvernement Leterme I dure jusqu'au 30 décembre 2008, date à laquelle Yves Lterme, démissionnaire à la suite du Fortisgate, cède lui-même la place à Herman Van Rompuy.

## Après-coup
Le 25 novembre 2009, Yves Leterme redevient premier ministre pour remplacer Herman Van Rompuy, démissionnaire du fait de sa nomination à la tête du Conseil européen. Yves Leterme présente à nouveau sa démission en avril 2010 : le résultat des élections législatives anticipées de juin 2010 plonge la Belgique dans une crise encore plus longue et c'est cette fois au tour d'Yves Leterme d'expédier les affaires courantes en attendant la formation du gouvernement de son successeur. Ce n'est que le 6 décembre 2011 que le nouveau premier ministre belge Elio Di Rupo peut prendre ses fonctions.